# Сцевола
Сцевола (лат. Scaevola), или Скевола — род растений из Австралии и островов Тихого океана, относится к семейству Гудениевые.

## Распространение и таксономия
Среди представителей рода есть многолетние вечнозелёные травы, полукустарники и кустарники, небольшие деревья. Листья нередко крупные и мясистые, цветки голубого цвета, плоды мелкие, белые, ягодообразные.
Многие виды встречаются на песчаных и скалистых морских побережьях Австралии и тихоокеанских атоллов.
Известно около ста видов.
Некоторые виды используются в декоративном садоводстве.